# Mehdi Hasan (Medienhistoriker)
Mehdi Hasan (Urdu مہدی حسن; * 1937; † 23. Februar 2022) war ein pakistanischer Medienhistoriker und Journalist. Er war Dekan der Fakultät für Medienwissenschaft an der Beaconhouse National University in Lahore.
1990 war Mehdi Hasan Fulbright-Stipendiat an der University of Colorado at Boulder.

## Schriften
- Zusammen mit Abdus Salam Khurshid: Journalism for all. Lahore: Etisam Publishers, 1986.